# Avenida de América

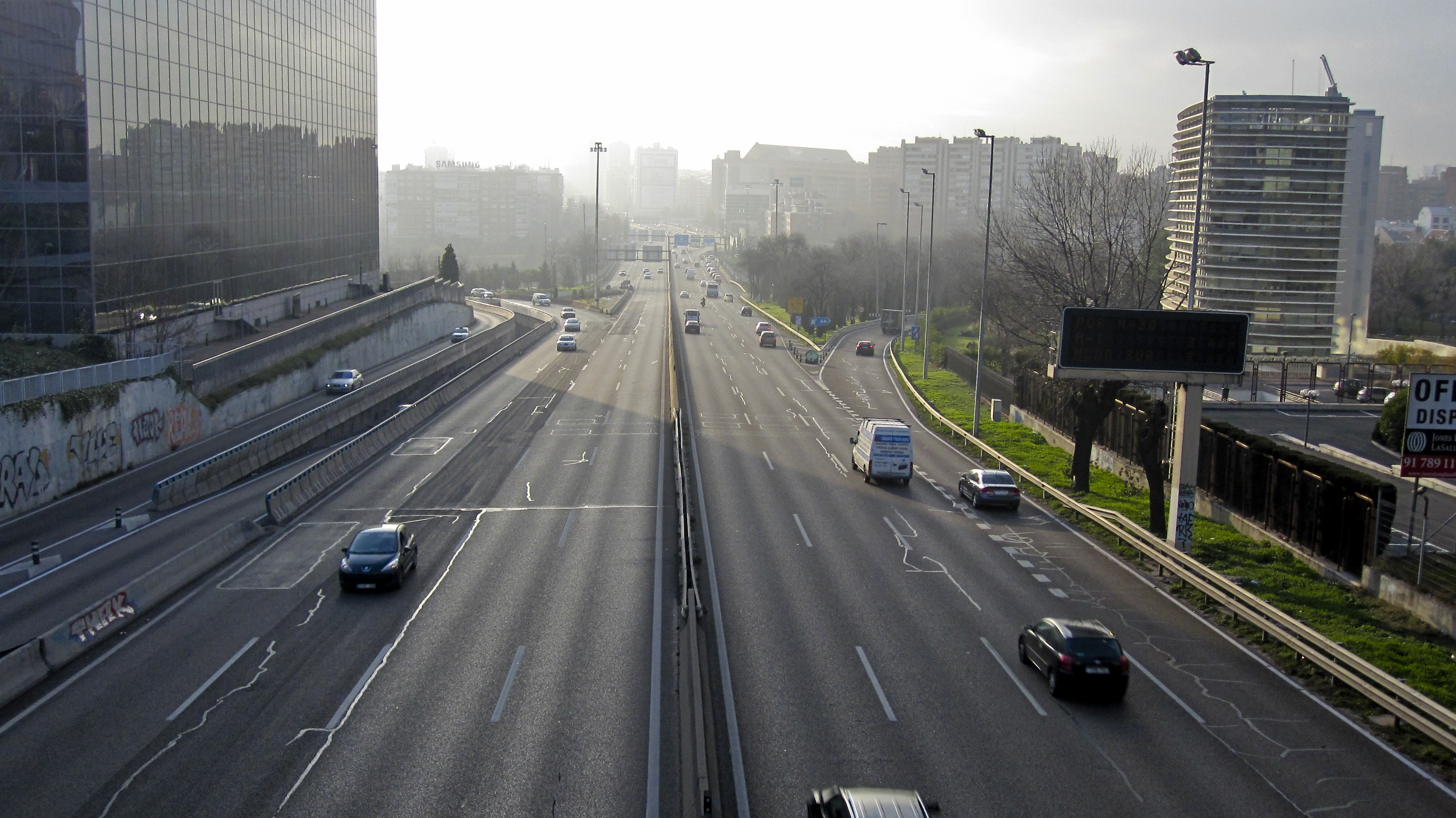
Avenida de América, Madrid

Avenida de América, Madrid

Avenida de América är en gata i nordöstra delen av staden Madrid i Spanien. Den börjar som en förlängning av gatan María de Molina i höjd med Francisco Silvela, och slutar i Avenida de Aragón, tidigare Autovía del Nordeste eller A-2 i höjd med Plaza Eisenhower. 

## Sträckning

### Första delen
Gatan börjar som en avgränsning mellan distrikten Chamartín och Salamanca, där man hittar metrostationen Avenida de América, en trafikknutpunkt som förbinder metrostationen med en bussterminal med samma namn för stadsbussar och interurbana bussar. På detta ställe ligger den spanska fackföreningen UGT.
Längs den första sträckningen reser sig några karakteristiska byggnader, som Hotel Puerta de América, vars arkitektur och design har utformats av konstnärer som Jean Nouvel, Zaha Hadid, Arata Isozaki och Javier Mariscal, och gett byggnaden en modern färgsättning och linjespel.
Bredvid hotellet ligger byggnaden Torres Blancas, ett verk av Francisco Javier Sáenz de Oiza, formgiven 1961, och uppförd mellan 1964 och 1969.

### Korsningen med M-30
Efter en kilometer i riktning nordöst korsar vägen ringleden M-30, och går över i motorväg och fortsätter genom distriktet Ciudad Lineal.
Längre ut efter 800 m överger gatan Ciudad Lineal och utgör sedan gräns mellan distrikten Hortaleza och San Blas.

### Korsningen med M-40
Efter att ha passerat trafikknutpunkten vid Canillejas, fortsätter vägen under ringleden M-40, och bildar gräns mellan distrikten San Blas och Barajas. Kort därefter byter gatan namn till Avenida de Aragón, i höjd med Plaza Eisenhower (korsningen med M-14), som sedan går över i Carretera de Barcelona i höjd med Puente de San Fernando, och korsar sedan Spanien i nordöstlig riktning, och utgör förbindelse med det franska vägnätet.